# 瓦根舍因

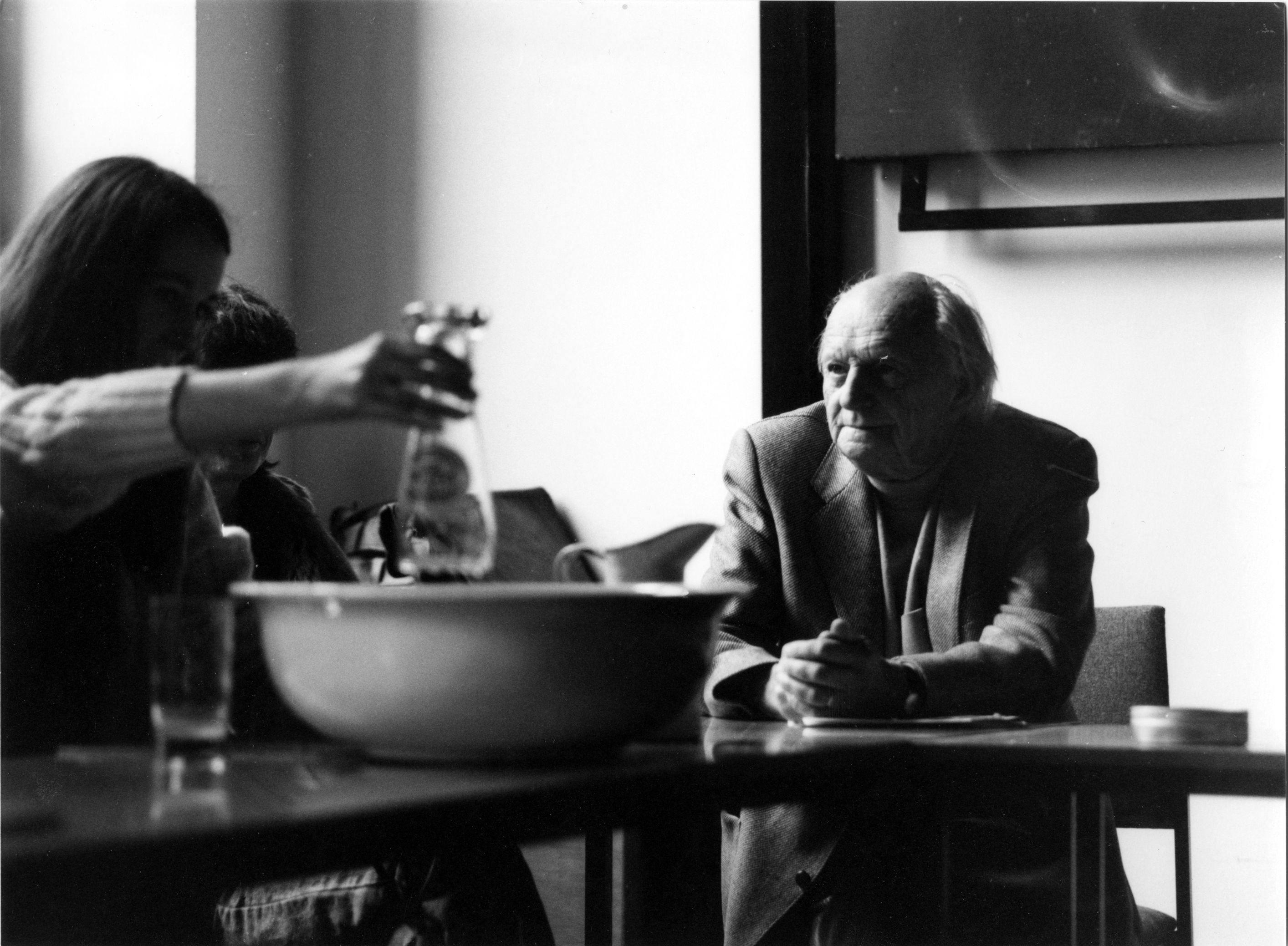
馬丁·瓦根舍因的照片

馬丁·瓦根舍因（德語：Martin Wagenschein，1896年12月3日—1988年4月3日）是德国科学教育家。

## 生平
1896年12月3日，瓦根舍因出生在德国吉森。1988年4月3日在Trautheim去世。
瓦根舍因以推广开放式学习技术知名。他强调培养学生理解的重要性，而不是简单地为学习知识。因此，他是现代教学技术的先驱之一，如建构主义，探究式科学，和探究学习。
他的作品只有少数被翻译，在英语世界鲜为人知，但是，他奠定了开放的学习技术的基石，反映在讲英语的科学教育家如约翰·杜威的成就中。

## 效應
瓦根舍因效應(Wagenschein Effect) 是教育和學習理論中的一個現象。瓦根舍因發現，即使是受過高度教育的人，包括物理學的學生，在解釋最基本的物理現象時，也無法提供現實或簡單的解釋，儘管他們具備相應的資格，或者只能用複雜的方程式或難以理解的語言來解釋。其中一個例子是要求學生解釋為什麼月相會按照特定的順序出現；另一個例子是學生無法用簡易的描述解釋物體下落的速度。這種現象就被稱為瓦根斯恩效應。這種效應在人們無法理解看似基本的科學知識、使用科學或過於複雜的語言進行解釋時尤為突出。
瓦根舍因強調學習過程中「生產性的誤解」的重要性。瓦根舍因效應指出，當學習者積極參與概念的理解、質疑現有知識，以及面對可能看似矛盾或令人困惑的觀念時，他們能夠對主題產生更深入的理解。根據他的觀點，傳統的教學方法只注重傳遞資訊，鼓勵學生被動地吸收知識。然而，他主張真正的學習發生在學生積極參與過程中，質疑假設，通過自身的經驗和互動主動構建意義。
簡而言之，瓦根舍因效應表明學習不僅僅是知識的獲取，而是一個轉化的過程，需要積極參與、反思和願意挑戰和修正現有的信念和理解。通過擁抱生產性的誤解和培養智識好奇心，教育者可以為學生創造一個更具活力和豐富的學習環境。

## 榮譽和獎項
| 年份 | 頒發國家 | 獎項                         |
| ---- | -------- | ---------------------------- |
| 1955 | 德国     | 黑森歌德紀念獎               |
| 1969 | 德国     | 費夫教育行動紀念獎（德語：Pfaff-Preis für Initiativen im Bildungswesen） |
| 1985 | 德国     | 德語語言基金會德國語言獎     |
| 1986 | 德国     | 德國物理學會物理教學獎       |